# Altweiherwiese
Das Gebiet Altweiherwiese ist ein mit Verordnung vom 16. November 1981 durch das Regierungspräsidium Tübingen ausgewiesenes Naturschutzgebiet (NSG-Nummer 4.093) im Nordosten der baden-württembergischen Gemeinde Oberteuringen im Bodenseekreis in Deutschland.

## Lage
Das rund 78 Hektar große Naturschutzgebiet Altweiherwiese gehört naturräumlich zum Oberschwäbischen Hügelland. Es liegt nordöstlich von Oberteuringen, zwischen den Weilern Reute im Norden, Lempfriedsweiler im Osten, Krehenberg im Südosten und Blankenried im Süden, auf einer Höhe von 450 m ü. NN. Das Naturschutzgebiet umfasst unter anderem die Flure Taldorfer Bach und Bibrucker Bach.
Eingeschlossen und wird das Naturschutzgebiet vom Landschaftsschutzgebiet „Altweiherwiese und Taldorfer Bach“. Es dient der Vermeidung nachteiliger Einflüsse auf das Naturschutzgebiet durch störende oder den Naturhaushalt beeinträchtigende Veränderungen der Umgebung.

## Geschichte
Im Talgrund des Taldorfer Baches legten St. Galler Mönche im späten Mittelalter einen Weiher an. Nach Verlandung wurde dieser Mitte des 18. Jahrhunderts trockengelegt, bis Mitte des 20. Jahrhunderts als Streuwiese genutzt und das Mähgut in den umliegenden Höfen als Streu in den Viehställen verwendet.
In früheren Literaturquellen ist die Altweiherwiese auch unter den Bezeichnungen Teuringer Moos oder Altweihermoor beschrieben.

## Schutzzweck
Wesentlicher Schutzzweck ist die Erhaltung des großen zusammenhängenden Schilfbestandes mit den umgebenden Streuwiesen und den darin liegenden Erlensäumen und Weidenbüschen als Lebensraum einer reichhaltigen Tier- und Pflanzenwelt.

### Flora und Fauna

#### Flora
Aus der schützenswerten Flora sind folgende Arten (Auswahl) zu nennen:
- Breitblättriges Wollgras (Eriophorum latifolium); aus der Familie der Sauergrasgewächse
- Pracht-Nelke (Dianthus superbus); eine Art, die zur Familie der Nelkengewächse gehört
- Sibirische Schwertlilie (Iris sibirica), auch Wiesen-Schwertlilie genannt; eine Vertreterin der Schwertliliengewächse

#### Fauna
Aus der schützenswerten Fauna sind folgende Spezies (Auswahl) zu nennen:
- Baumfalke (Falco subbuteo); ein kleiner Vertreter der Falkenartigen
- Skabiosen-Scheckenfalter (Euphydryas aurinia), auch Goldener Scheckenfalter genannt; ein Tagfalter aus der Familie der Edelfalter
- Wasserralle (Rallus aquaticus); eine Art aus der Familie der Rallenvögel

## Landschaftsschutzgebiet
Um das Naturschutzgebiet gelegen befindet sich das am 31. März 1952 ausgewiesene, 76 Hektar große Landschaftsschutzgebiet Altweiherwiese und Taldorfer Bach (LSG-Nr. 4.35.003). Es wird als geologisch bedeutsame Schmelzwasserrinne der späten Würmeiszeit beschrieben und ist ein Teilabschnitt der Ur-Argen.